# Кадиз (Индиана)
Кадиз (англ. Cadiz) — город на востоке штата Индиана, США, находится в округе Генри, тауншип Гаррисон. Согласно переписи 2010 года, население города составляет 150 человек.

## История
Город был основан в 1836 году, первым землевладельцем был Дэвид Пикеринг (David Pickering). Потом к покупке земли и основанию кварталов подключилась семья Куперов (W. Cooper). Первая волна поселенцев пришла из округа Гаррисон штата Огайо, главный город округа называется Кадиз, в честь которого и был назван основанный город.
8 декабря 1837 года было открыто почтовое отделение. Это отделение было единственным на весь тауншип Гаррисон.
Однако численность населения города постепенно уменьшалась, и к 1900 году снизилась более чем вдвое, достигнув 253 человек. Несмотря на плодородные земли, отсутствие железной дороги снижало привлекательность поселения. Кадиз был одним из 13 поселений в округе, не обеспеченным железной дорогой.
В 1923 году почтовое отделение было закрыто.